# Bohrov magneton
Bohrov magneton  je fizikalna konstanta, ki predstavlja magnetni moment elektrona. Označuje se jo z μB. V atomski fiziki se magnetni momenti v glavnem podajajo v vrednosti Bohrovih magnetonov. Imenuje se po danskem fiziku Nielsu Bohru (1885 – 1962).
Odkril jo je romunski fizik Ştefan Procopiu. Dve leti pozneje jo je ponovno odkril Niels Bohr. Včasih ga imenujejo tudi Bohr-Procopiujev magneton.
Bohrov magneton za elektron je definiran kot:
{\displaystyle \mu _{\mathrm {B} }={{e\hbar } \over {2m_{\mathrm {e} }}}\!\,,}
kjer je:
- {\displaystyle e\,} – naboj elektrona (osnovni naboj)
- {\displaystyle \hbar \,} – Planckova konstanta deljena z 2. π (reducirana Planckova konstanta)
- {\displaystyle m_{e}\,} – mirovna masa elektrona

Vrednost konstante za elektron v sistemu SI je:
{\displaystyle \mu _{\mathrm {B} }=\mu _{\text{elektron}}={\frac {e\hbar }{2m_{\mathrm {e} }}}=5{,}788\,381\,7555(79)\cdot 10^{-5}\ \mathrm {eV/T} .}{\displaystyle \,=9{,}274\,009\,15(23)\cdot 10^{-24}\ \mathrm {J/T} }
Podobno se lahko izračuna magneton za proton (jedrski magneton), ki v tem primeru da vrednost:
{\displaystyle \mu _{\mathrm {N} }=\mu _{\text{proton}}={\frac {e\hbar }{2m_{p}}}=3{,}152\,451\,2326(45)\cdot 10^{-8}\ \mathrm {eV/T} }.
Bohrov magneton je naravna enota za določanje magnetnega dipolnega momenta elektrona. Vrednost Bohrovega magnetona približno pomeni notranji dipolni moment elektrona. Lahko se tudi reče, da je magnetni moment elektrona mnogokratnik Bohrovega magnetona. To pomeni, da Bohrov magneton igra vlogo osnovnega magnetnega momenta. To se lahko zapiše tako:
{\displaystyle \mu _{l}={\sqrt {l(l+1)}}\mu _{\rm {B}}\!\,,}
kjer je:
- {\displaystyle \mu _{l}\,} – magnetni moment,
- {\displaystyle l\,} – tirno kvantno število,
- {\displaystyle \mu _{\rm {B}}\,} – Bohrov magneton.